# Olympische Winterspiele 1952/Teilnehmer (Belgien)
| Gelbes Symbol für Goldmedaillen mit stilisierten Olympischen Ringen | Graues Symbol für Silbermedaillen mit stilisierten Olympischen Ringen | Braundes Symbol für Bronzemedaillen mit stilisierten Olympischen Ringen |
| ------------------------------------------------------------------- | --------------------------------------------------------------------- | ----------------------------------------------------------------------- |
| —                                                                   | —                                                                     | —                                                                       |

Belgien nahm an den VI. Olympischen Winterspielen 1952 in der norwegischen Hauptstadt Oslo mit neun männlichen Athleten in drei Sportarten teil.
Seit 1924 war es die sechste Teilnahme Belgiens bei Olympischen Winterspielen.

## Teilnehmer
| Teilnehmer aus Belgien | Teilnehmer aus Belgien            | Teilnehmer aus Belgien | Teilnehmer aus Belgien | Teilnehmer aus Belgien |
| Sportart               | Sportler                          | Disziplin              | Platz                  | Bemerkung              |
| ---------------------- | --------------------------------- | ---------------------- | ---------------------- | ---------------------- |
| Bob                    | Marcel Leclef Albertus Casteleyns | Zweierbob              | 6                      | Belgien I              |
| Bob                    | Charles De Sorgher André De Wulf  | Zweierbob              | 18                     | Belgien II             |
| Eisschnelllauf         | Pierre Huylebroeck                | 5000 m                 | 35                     |                        |
| Eisschnelllauf         | Robert Laboubée                   | 500 m 1500 m           | 34 37                  |                        |
| Eisschnelllauf         | Jean Massez                       | 500 m 1500 m           | 39 39                  |                        |
| Ski Alpin              | Denis Feron                       | Abfahrt                | 63                     |                        |
| Ski Alpin              | Denis Feron                       | Riesenslalom           | 73                     |                        |
| Ski Alpin              | Denis Feron                       | Slalom                 | 65                     |                        |
| Ski Alpin              | Michel Feron                      | Abfahrt                | 61                     |                        |
| Ski Alpin              | Michel Feron                      | Riesenslalom           | 69                     |                        |
| Ski Alpin              | Michel Feron                      | Slalom                 | 73                     |                        |